# Открой моё сердце
«Открой моё сердце» (итал. Aprimi il cuore) — итальянская драма 2002 года режиссёра Джады Колагранде.

## Сюжет
Катерина живёт вместе со старшей сестрой Марией. Мария работает проституткой, и сёстры живут на её деньги. Опека старшей сестры распространяется не только на денежные средства, но также на секс с сестрой и на общение. Катерине позволено лишь посещать школу для танцев. Но именно там она встречает свою первую любовь — учителя Джованни. Заметив их симпатию, Мария берёт ситуацию под свой контроль. Она разрешает Джованни лишить Катерину девственности, а после просит, чтобы он больше не приходил. Но Джованни продолжает встречаться с Катериной. Мария убивает Джованни. А затем каждый мужчина, имевший секс с Катериной, погибает.

## Актёрский состав
| В ролях          |  | Персонаж |
| ---------------- |  | -------- |
| Джада Колагранде |  | Катерина |
| Натали Кристиани |  | Мария    |
| Клаудио Ботоссо  |  | Джованни |